# Где находится нофелет?
«Где находится нофеле́т?» — советский кинофильм, лирическая комедия Геральда Бежанова, своего рода «мужская» версия его предыдущего фильма «Самая обаятельная и привлекательная». Премьера состоялась в январе 1988 года.

## Сюжет
Талантливый инженер Павел Фёдорович Голиков, работающий в НИИ в женском коллективе, в свои сорок с лишним лет удивительно робок и неопытен в общении с женщинами — и поэтому до сих пор холост. Проживает с родителями, которые уже давно мечтают о внуках. Они безуспешно под предлогом починки телевизора знакомят сына с незамужней дочерью своих друзей Эммой в надежде, что тот наконец-то женится.
В Москву за мебелью приезжает весёлый и бесшабашный Гена — двоюродный брат Павла. По просьбе родителей Павла Гена принимает решение остаться в Москве, пока не женит брата. Сначала Гена переодевает Павла в новый костюм, а затем они знакомятся с различными девушками, используя фразу «Где находится нофелет?» («нофелет» является ананимом слова «телефон»). В ходе этих знакомств бойкий Геннадий успевает закрутить несколько романов, а у Павла опять ничего не получается. В своих тихих мечтах о семейной жизни и о детях Павел видит незнакомую пассажирку, с которой ежедневно ездит в одном автобусе.
В итоге за Геной приезжает обеспокоенная его долгим отсутствием жена — властная женщина с командирскими замашками, глядя на которую родители Павла даже начинают сомневаться: а стоит ли их сыну жениться. Павел, переборов робость, всё-таки решается заговорить с незнакомкой из автобуса. Как выяснилось, она ждала этого момента уже давно.

## В ролях
| Актёр                      | Роль                                               |
| -------------------------- | -------------------------------------------------- |
| Владимир Меньшов           | Павел Фёдорович Голиков инженер                    |
| Александр Панкратов-Чёрный | Геннадий двоюродный брат Павла                     |
| Валентина Теличкина        | незнакомка из автобуса                             |
| Людмила Шагалова           | Елена Аркадьевна Голикова мать Павла               |
| Николай Парфёнов           | Фёдор Михайлович Голиков отец Павла                |
| Марина Дюжева              | Марина коллега Павла                               |
| Галина Петрова             | подруга Марины                                     |
| Людмила Нильская           | Вера Симакова коллега Павла                        |
| Наталья Коновалова         | Надя коллега Павла                                 |
| Ольга Шорина               | Люба коллега Павла                                 |
| Елена Покатилова           | Лена коллега Павла                                 |
| Елена Сафонова             | Алла                                               |
| Светлана Андропова         | Галя подруга Аллы                                  |
| Ирина Шмелёва              | Людочка                                            |
| Людмила Шевель             | Ира                                                |
| Екатерина Жемчужная        | Земфира цыганка                                    |
| Ирина Розанова             | Валентина жена Геннадия                            |
| Инна Ульянова              | Клара Семёновна начальница Павла                   |
| Наталья Карпунина          | Тамара                                             |
| Елена Скороходова          | Зоя                                                |
| Нина Агапова               | тётя Эммы                                          |
| Инна Аленикова             | Эмма                                               |
| Михаил Кокшенов            | водитель троллейбуса                               |
| Ольга Кабо                 | девушка с Урала                                    |
| Елена Цыплакова            | девушка в майке в общежитии                        |
| Любовь Майкова             | девушка с которой знакомятся на улице Гена и Павел |
| Екатерина Куравлёва        | девушка с которой знакомятся на улице Гена и Павел |

## Съёмочная группа
- Автор сценария: Анатолий Эйрамджан
- Режиссёр-постановщик: Геральд Бежанов
- Оператор-постановщик: Всеволод Симаков
- Художник-постановщик: Евгений Маркович
- Композитор: Александр Зацепин
- Текст песен: Илья Резник
- Монтажёр: Нина Васильева

## О создании фильма
- Демонстрируя трюк с исчезновением монеты, Гена говорит, что этот трюк ему показал Амаяк Акопян. Это действительно так — Александра Панкратова-Чёрного этому трюку специально обучил Акопян[1].
- В 2014 году в издательстве «Голос-пресс» вышла книга Анатолия Эйрамджана «Где находится нофелет и кое-что ещё…», в которую вошёл и сценарий фильма.